# 台灣阿誠
《台灣阿誠》（英語：Taiwan Ah Cheng）為2001年三立台灣台八點檔連續劇。播放自2001年2月21日起，於2002年1月29日結束，共245集。

## 故事大綱
本劇描繪出辛苦的細姨子（私生子）「王志誠」打自1960年後出生懂事就開始吃苦忍耐辛苦、不服輸、重義氣，歷經參與1970年代成衣代工製衣史，從1980年後開始創業歷經大失敗慘賠後至成衣廠當收發員小工，因認真態度受到肯定而被挖角後大展實力再學習被委任為成衣界董事長組成瑞龍集團（成衣代工、製衣、製民生衣布用品、染色、紡織、建築等）因轉投資科技產業入主上市公司的300億恒生科技做電腦主機板的代工，1990之後擴大經營多角化跨入電腦盛行的流行年代及到2000年代的3G行動通訊年代的20年後創業大成功史。

## 播出時間
- 三立台灣台:2001年2月21日起，週一至週五晚間20:00-21:00首播，已在2002年1月29日播畢。
- 2001年11月1日-2001年12月31日播出時間為20:00-21:15。
- 三立台灣台:2003年8月5日起，週一至週五下午17:00-18:00播出，已在2004年5月10日播畢。
- 新传媒优频道:2002年10月16日起，週一至週五下午17:30-18:30播出，已在2003年6月26日播畢。
- 三立台灣台:2006年8月17日起，週一至週五下午17:00-18:00播出，已在2007年5月23日播畢。

## 演員名單
- 陳昭榮飾王志诚
- 張宇文飾幼年王志诚
- 況明潔飾陳麗華
- 陳冠霖飾白錦明/郭錦明
- 星卉飾葉明玉
- 江國賓飾白木生
- 秦楊飾林春榮
- 李蕙瑛飾李月娥
- 楊慶煌飾王瑞龍
- 狄鶯飾林美鳳
- 王滿嬌飾林張純
- 于小惠飾王彩菊
- 高鼎峰飾陳永昇
- 許立華飾郭萬金
- 高幸枝飾郭蘇合
- 丁國琳飾郭秀娟
- 蘇炳憲飾郭錦昌
- 邢宇凌飾洪淑芬
- 龍天翔飾白正東
- 林文鈞飾朱永德
- 林秀玲飾郭金珠
- 陳怡真飾朱素春
- 賀軍政飾葉根火/葉半仙
- 苗可麗飾吳瑞霞
- 何冠穎飾吳一俊
- 于佳卉飾玉貞
- 李秉樺飾石文斌
- 黑面飾蔡向榮
- 方馨飾石文惠/張文惠
- 何奕東飾高信志
- 陳誼飾高彩雲
- 方岑飾馬海倫
- 黃建群飾何志宏
- 蘇意菁飾艾咪
- 侯怡君飾周玉珠
- 黃仲崑飾楊丹尼
- 唐川飾趙文元
- 柯叔元飾周建華
- 夏欣飾何秀英
- 高明偉飾李紹基(燒雞)
- 丁力祺飾林志文
- 周辰達飾蕭仁傑
- 康丁飾翁清堂
- 蔡宜霖飾阿月
- 王信翔飾檢察官
- 陳清達飾阿武
- 姜榮峰飾阿龍
- 胡鴻達飾李港生
- 李金玲飾佩玲
- 陳建隆飾陳組長
- 謝一良飾葉天
- 吳朝駿飾阿燦
- 魏文良飾法官

## 主題曲
片頭曲
1. 黃昏的故鄉（2001年2月21日-2002年1月29日）
作詞：愁人、文夏，作曲：橫井弘，主唱：秀蘭瑪雅

片尾曲
1. 傷心人（2001年2月21日-2001年9月7日）
作詞：范俊逸，作曲：於冠華，主唱：秀蘭瑪雅
2. 寂寞的城市（2001年9月10日-2002年1月29日）
作詞：白雪嬅、魏寧，作曲：洪艾倫，主唱：謝金燕

## 电视节目的变迁
| 三立台灣台 每週一至週五 20:00 - 21:00               | 三立台灣台 每週一至週五 20:00 - 21:00             | 三立台灣台 每週一至週五 20:00 - 21:00             |
| --------------------------------------------------- | ------------------------------------------------- | ------------------------------------------------- |
|                                                     | 台灣阿誠 （2001年2月21日－2002年1月29日）         |                                                   |
| 九指新娘 （2000年10月26日－2001年2月21日）          | 負君千行淚 （2002年1月29日－2002年6月19日）       |                                                   |
| 週一～五17:00－18:00                                |                                                   |                                                   |
| 九龍傳說 （重播） （2003年6月10日－2003年8月4日）   | 台灣阿誠（重播） （2003年8月5日－2004年5月10日）  | 天地有情（重播） （2004年5月11日－2005年1月18日） |
| 週一～五17:00－18:00                                |                                                   |                                                   |
| 伴阮過一生（重播） （2006年5月30日－2006年8月16日） | 台灣阿誠（重播） （2006年8月17日－2007年5月23日） | 桂花巷（重播） （2007年5月24日－2007年7月4日）    |